# José Francisco Cevallos
José Francisco Cevallos   (Ancón, 17 d'abril de 1971) és un exfutbolista equatorià de les dècades de 1990 i 2000, dirigent esportiu i polític.
Fou 89 cops internacional amb la selecció de l'Equador amb la qual participà en el Mundial de 2002 i diverses copes Amèrica.
Pel que fa a clubs, defensà els colors de Barcelona SC, Once Caldas i LDU Quito.
El 23 de maig de 2011 fou escollit ministre d'Esports de l'Equador.
També fou president del Barcelona Sporting Club.